# (8898) Linnaea
Pour les articles homonymes, voir Linnaeus et Linnaea.
(8898) Linnaea est un astéroïde de la ceinture principale.

## Description
(8898) Linnaea est un astéroïde de la ceinture principale. Il fut découvert le 29 septembre 1995 à Golden par Gary Emerson. Il présente une orbite caractérisée par un demi-grand axe de 2,43 UA, une excentricité de 0,19 et une inclinaison de 3,0° par rapport à l'écliptique.

## Compléments